# Phalops tricuspis
Phalops tricuspis är en skalbaggsart som beskrevs av D'orbigny 1908. Phalops tricuspis ingår i släktet Phalops och familjen bladhorningar. Inga underarter finns listade i Catalogue of Life.